# Скандинавски страни
Скандинавските страни съставляват политико-географски регион в Северна Европа, който включва: Дания, Норвегия и Швеция. Често понятието се бърка с понятието Северни страни „Nordic countries“ който регион включва: Нидерландия, Дания, Финландия, Исландия, Норвегия и Швеция и свързаните с тях зависими територии Оландски острови, Фарьорски острови и Гренландия. Имат общо население от приблизително 25 000 000 души на територия от 3 500 000 км2.
5-те държави и 3-те автономни области от региона имат много обща история, както и общи черти на техните общества, като например политическите им системи и така наречения скандинавски модел на развитие.
Политически скандинавските страни си сътрудничат чрез т.нар. Северен съвет.
Въпреки че регионът се характеризира с езиково разнообразие, с три несвързани езикови групи, общото езиково наследство е един от факторите, които изграждат скандинавската идентичност. Континенталните скандинавски езици – датски, норвежки и шведски език – се считат за взаимно разбираеми.